# Angelo Bratsis
Evangelos "Angelo" Bratsis (Vouliarates; 24 de enero de 1942-Boston; 1 de mayo de 2021) fue un árbitro de fútbol estadounidense nacido en Grecia.

## Trayectoria
En 1965 se graduó como árbitro en los Estados Unidos. Fue nominado internacional por la FIFA desde 1980 hasta su retiro en 1992.
Dirigió en varios partidos de selecciones, así como en clubes. Participó en la Copa Mundial Sub-16 de 1985.